# Letecké eso

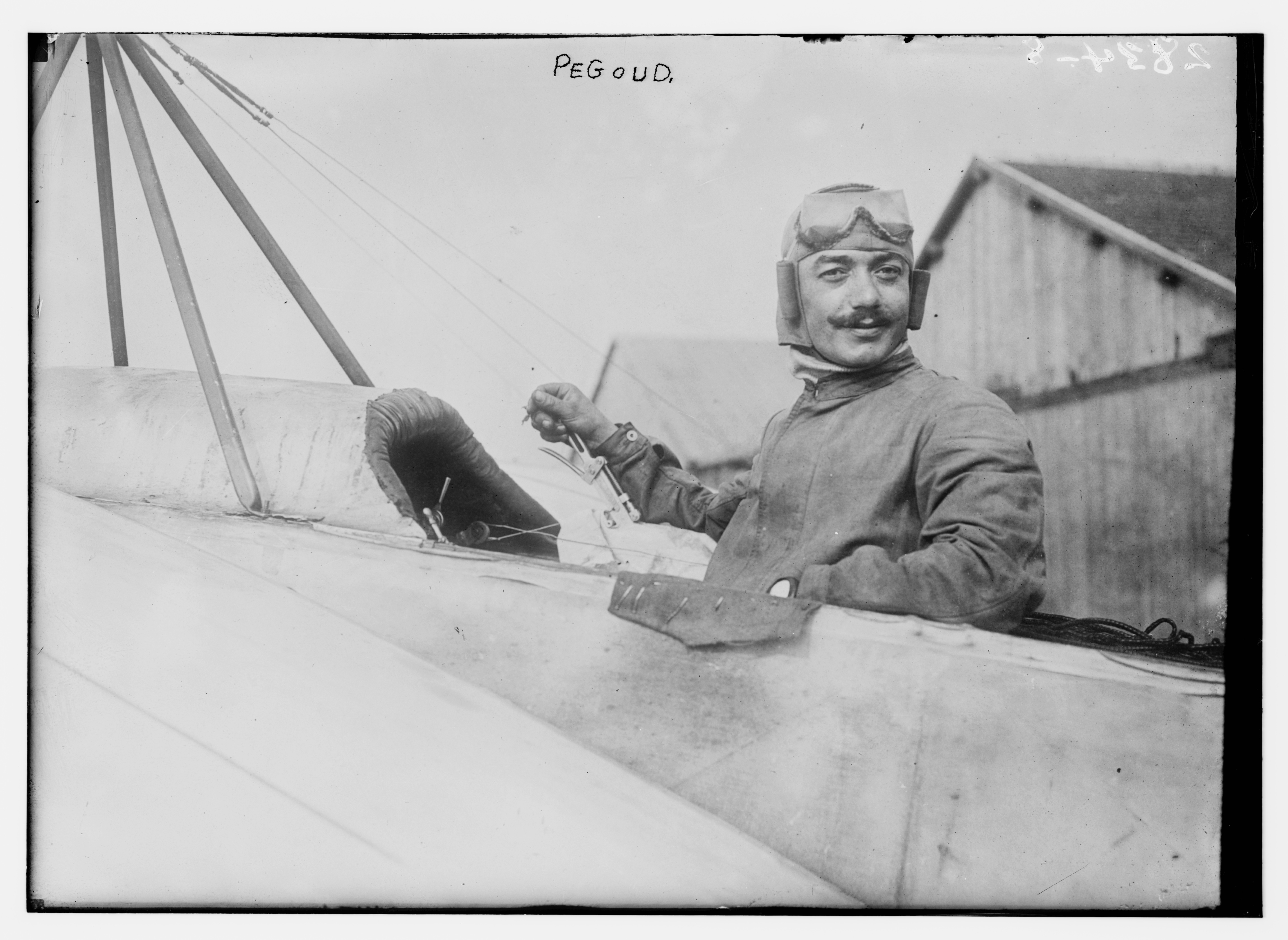
Historicky první letecké eso: Francouz Adolphe Pégoud.

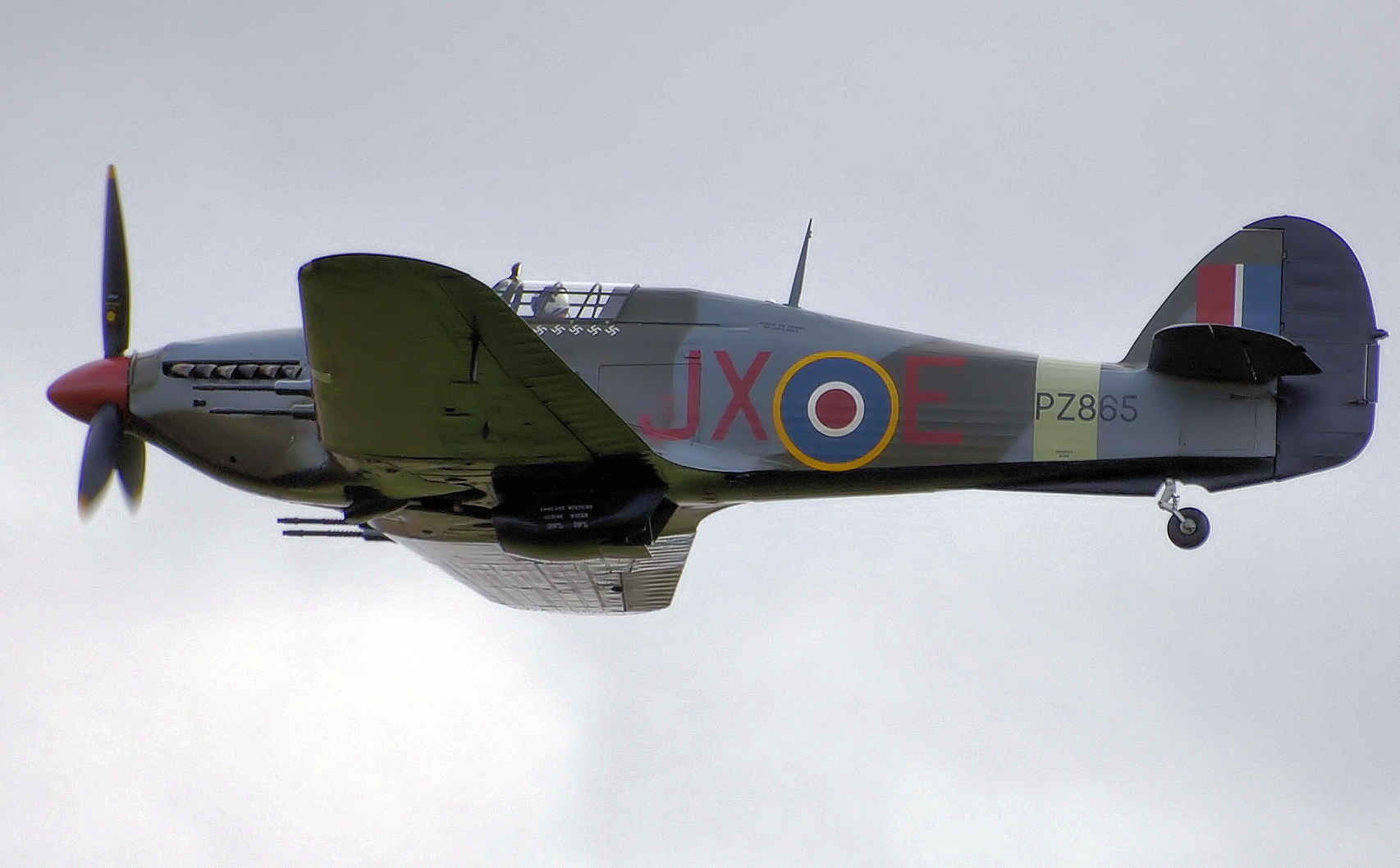
Hawker Hurricane PZ865 Battle of Britain Memorial Flight s kamufláží letounu BE581, na kterém létal Karel Kuttelwascher.

Letecké eso, či stíhací eso, je od dob první světové války čestné označení stíhacího pilota, který dosáhne pěti sestřelů nepřátelských letadel. Tento termín se začal za první světové války používat ve Francii, kde tímto způsobem chtělo vedení armády zvýšit morálku svých stíhacích letců. Historicky prvním esem se stal Lieutenant Adolphe Pégoud. Tuto terminologii rychle převzala i letectva jiných států. Později se po vzoru vzdušných sil začal termín eso používat i u jiných zbraní, např. tankové eso nebo ponorkové eso.
V letech druhé světové války se termín letecké eso ještě rozšířil; některá letectva – například United States Army Air Forces – užívala termínu pozemní eso (pilot, který zničil příslušný počet letadel protivníka na zemi), lokomotivní eso apod. Američané za druhé světové války počítali letadla zničená ve vzduchu i na zemi dohromady, aby motivovali své piloty k nebezpečným hloubkovým náletům na nepřátelská letiště. Po válce ale bylo toto počítání zrušeno a tak mnoho amerických pilotů o svůj status leteckého esa přišla. Německé letectvo – Luftwaffe – pro své nejúspěšnější piloty používalo termínu „Experten“, experti. Nejúspěšnější stíhacím esem všech dob se stal německý letec Erich Hartmann, který většinu války sloužil u 52. stíhací eskadry – Jagdgeschwader 52, tedy JG 52 (352 sestřelů).
Nejúspěšnějším československým stíhacím esem se stal Karel Kuttelwascher, jenž za druhé světové války sloužil především u britské 1. stíhací perutě Královského letectva – Royal Air Force, u nějž dosáhl dvaceti sestřelů a je jediným československým dvojnásobným držitelem britského Záslužného leteckého kříže (DFC and Bar). Nejvíce sestřelů dosáhl Ján Režňák, jenž sloužil v čs. armádě v letech 1938–1939 a pak po válce do 1948. Svých sestřelů ale dosáhl jako letec Slovenských vzdušných zbraní na východní frontě. Nejčastěji udávaný celkový počet československých leteckých es je 29.[zdroj⁠?!] Je možné se setkat i s jinými údaji. To je způsobeno (nejen u československých pilotů) nejednotným přístupem různých zemí k započítávání pravděpodobných sestřelů a sestřelů ve spolupráci.

## Československá letecká esa
Udáván je celkový počet sestřelů i se spoluúčastí.
| Jméno                  | Sestřely |        |
| ---------------------- | -------- | ------ |
| Karel Kuttelwascher    | 20       |        |
| Josef František        | 17       |        |
| Alois Vašátko          | 16,3     |        |
| František Peřina       | 15       |        |
| Otto Smik              | 12       | +3 V-1 |
| Miloslav Mansfeld      | 10,5     | +2 V-1 |
| Josef Stehlík          | 10       |        |
| Václav Cukr            | 8        |        |
| Tomáš Vybíral          | 8        |        |
| Leopold Šrom           | 8        |        |
| Otmar Kučera           | 7        |        |
| Stanislav Plzák        | 7        |        |
| Václav Jícha           | 7        |        |
| František Doležal      | 6        |        |
| Stanislav B. Fejfar    | 6        |        |
| Josef Dygrýn-Ligotický | 6        |        |
| Eduard M. Prchal       | 6        |        |
| František Chábera      | 5        |        |
| Jan Klán               | 5        |        |
| Ladislav Světlík       | 5        |        |
| Josef Příhoda          | 5        |        |
| Ladislav Bobek         | 5        |        |
| Bohumil Fürst          | 5        |        |
| Bedřich Krátkoruký     | 5        |        |
| Jiří V. Kučera         | 5        |        |
| Josef G. Hanuš         | 5        |        |
| Svatopluk Janouch      | 5        |        |
| Evžen Čížek            | 5        |        |
| Rajmund Půda           | 5        |        |
| František Fajtl        | 4        |        |